# ICa
ICa（アイカ）とは、北陸鉄道グループが運行するバス・鉄道で利用されている、非接触型ICカード方式による乗車カードの名称である。日本海側では初導入のIC式乗車カードである。技術自体はソニーが開発したFeliCaを採用している。名称は、一般公募によって集められた642件の中から「利用客に愛されたいと言う意味を込めて、またICカードをそのまま表しシンプルで覚えやすく親しみやすい」と選ばれた。北陸鉄道の登録商標である。

## 特徴
- プリペイドカードに定期乗車券とバス回数乗車券の機能を統合している。
- 高齢者などへの分かりやすさを考慮し、プリペイド追加入金のことを「チャージ」ではなく、「積み増し」と称している[3]。積み増しはバス車内及び取り扱い窓口のほか、自動入金（積み増し）機でも行うことができる[3]。紙製のバス回数乗車券は車内でも購入可能だったため、車内での積み増しを可能としている。

## カードの種類
カードはいずれも、取り扱い窓口でのみ購入することができる。バス車内では販売していない。
- プリペイドタイプ
  - 初回販売額は2,000円（カードデポジット500円、乗車可能額1,500円）[4]で、残額がなくなったらカードに「積み増し」し、1枚のカードを繰り返し利用することが可能である。
  - 紙製のバス回数乗車券（利用額は発売額の10%増し）を代替したため積み増し時に10%のプレミアが付与されていたが、プレミアの付与は2021年6月30日に終了した[5]。
- 定期券タイプ
  - プリペイドタイプに定期乗車券機能を追加したタイプ[6]。後述する会員登録が必ずなされ[4]、利用履歴照会の際は身分証明書（運転免許証など）が必要。
  - 定期乗車範囲を乗り越した場合、乗り越し料金はプリペイド残高から精算される[6]。乗り越し区間が両側にまたがる場合は、それぞれの乗り越し料金が減算される。
  - 定期乗車経路外で利用した場合もプリペイド残高から運賃精算される[6]。
- 記念カード
  - 初回販売額や1枚のカードを繰り返し利用可能という点では一般カードと同じであるが、会員登録をすることができず[7]、それゆえ定期券として利用することができない。
  - これまでに発売された記念カードは以下の通り。
    - 2004年12月1日：ICa誕生記念カード[8]
    - 2013年9月20日：北陸鉄道創立７０周年記念アイカちゃんデザインICa[1]

## 利用可能範囲
今後、利用範囲を県内全域のバス・鉄道線に拡大する計画であることが2023年8月に発表されている。
バス
プリペイドタイプ、定期券タイプともに利用が可能。車体外部の乗車口近くに、ICaを使用することが可能であることを示すステッカーが貼ってあるバスで利用可能。
- 北陸鉄道（小松空港リムジンバスを含む、2024年12月11日からは城下まち金沢周遊バス（プリペイド機能のみ）を含む[10]）
- 北鉄金沢バス
- 北鉄白山バス
- 北鉄加賀バス（2024年12月11日から）[11]
- 金沢ふらっとバス（此花・菊川ルートのみが対象、運行担当社が西日本JRバスである材木・長町ルートでは使用できない）

石川県外高速バス、定期観光バス、能登方面特急バス、イベント臨時バス（通常路線の増発便はICa利用可能）や金沢ふらっとバス以外のコミュニティバス、北鉄能登バスと北鉄奥能登バスが運行する一般乗合路線では、ICaを利用することはできない。
ICaが利用できない北鉄能登バス、北鉄奥能登バスでは引き続き紙製定期券・回数券が使用されている。
鉄道
定期券タイプのみが利用可能。石川線、浅野川線ともに下記の終着駅のみにリーダ・ライタが設置されている。
- 石川線 : 鶴来駅・野町駅
- 浅野川線 : 内灘駅・北鉄金沢駅

上記4駅以外で乗降する場合は、駅係員に経路・氏名などの印字面を提示しなければならない。

## 主なサービス

### 会員登録
希望する利用客は取扱窓口で会員登録をすることができ、カードに氏名が印字される。カード新規購入時に限らず未登録の既存カードでも登録でき、登録したカードは紛失時の再発行が可能となる。登録手続きは所定の申込用紙に記入のうえ取扱窓口で行う。
利用者を限定する条件で発行する下記カードの場合は、会員登録が必要となる。
1. 定期券タイプ
2. ジュニアカード（自動的に小児運賃で精算）
3. 特別割引カード（自動的に割引適用後の運賃で精算）

### プレミア
2021年6月30日までは、新規購入や積み増しの時に一律10%の「プレミア」がついた。紙製のバス回数乗車券を代替したため、同等の運賃割引としていた。ICa導入エリアでも11枚綴りの紙製回数券については引き続き販売していたが、ICaのプレミア付与の廃止と同時に回数券も廃止された。

### 複数回乗車割引
30分以内のバス乗り継ぎで、乗継割引（30円引）が適用される。往復利用や停留所を移動しての乗り継ぎ（降車停留所と再乗車停留所が不一致）でも適用される。紙製回数乗車券では実現不可能であった割引制度である。小松空港特急バスとの間でも適用されるが、金沢ふらっとバスとの乗り継ぎには適用されない。

### エコポイント
金沢市の中心市街地活性化や、公共交通機関の利用促進などを目的として、2007年2月1日から開始された。

#### ICaをエコポイント対応カードに更新する
2007年1月31日以前に購入したICaは、エコポイントに対応していない。そのため、いずれかの方法でエコポイント対応カードに更新できる。 
- ICaの入金（積み増し）を係員が行っている窓口においてICaを提出、または入金（積み増し）する。バス車内や自動積み増し機では対応していない。
- ポイント端末設置場所においてICaにポイントを加算する（現在は終了）。

#### エコポイントをためる
- バス
  - 利用金額100円につき1ポイント加算[12]
  - 定期券金額100円につき1ポイント加算 (2021年6月30日終了[5])
- 買い物
  - 加盟店ステッカーがある商業施設でICaを提示すると、購入金額2,000円につき20ポイント券が贈呈され、この券をポイント端末設置場所の窓口へ持参するとICaに加算してもらえた。2013年9月30日に全サービス終了。
- カーシェアリング
  - カーシェア会員になると毎月エコポイント券が贈呈されていた。2006年11月よりサービスを開始したが、2013年2月に事業が終了した。事業終了後もしばらくはカーシェア会員向けポイント券を主要サービスセンターへ持参するとICaにエコポイントを加算してくれたが、2013年4月30日をもってポイント加算も終了し、カーシェア金沢発行のエコポイント券は無効になっている[14]。

#### エコポイントを確認する
バス車内のリーダ・ライタ、ICa取扱窓口、自動入金（積み増し）機、ポイント端末で確認することができる。

#### エコポイントを使う
100ポイント以上になると、ICaへの入金（積み増し）時や定期券継続購入時に、自動的に100ポイント単位で1ポイント＝1円として還元（積み増し）される。バス車内や自動積み増し機でも対応している。

### その他
- 利用履歴照会 - 主な取扱窓口では、カードを提示することで最新から20件までの利用履歴印字を受け取ることができる[15]。その際、会員登録済みカードの場合は身分証明が必要となる[15]。
- 自動入金（積み増し）機 - 取り扱い窓口などに設置されている自動積み増し機は各紙幣が利用できるが、一部の入金機ではつり銭は出ない（投入紙幣全額が積み増しに充当される）[16]。

## 沿革
- 2003年（平成15年）4月1日 - ICカード推進室発足[1]
- 2004年（平成16年）
  - 1月16日 - ICカード愛称募集[1]
  - 3月7日 - 第1次モニター試験運行開始 モニター126名（プリペイドタイプのみ）[1]
  - 6月20日 - 第2次モニター試験運行開始 モニター330名（プリペイドタイプ222名・定期券タイプ108名）[1]
  - 6月30日 - ICカード愛称発表 「ICa（アイカ）」[1]
  - 10月12日 - マスコットキャラクター「アイカちゃん」発表[1]
  - 11月4日 - 「ICa（アイカ）」体験会を実施[1]
  - 12月1日 - プリペイドタイプ運用開始（バスのみ）[1]
- 2005年（平成17年）3月1日 - 定期券タイプ運用開始（バス・電車） ※電車は一部区間のみ[1]
- 2006年（平成18年）10月 - 発行数が10万枚を突破[1]
- 2007年（平成19年）2月1日 - 「ICaエコポイント」を開始[1]
- 2013年（平成25年） - 「ICaエコポイント」の一部サービスを終了[14]
- 2021年（令和3年）6月30日 - ICaプレミアサービス・定期券購入時のエコポイント付与を終了[5]
- 2024年（令和6年）12月11日 - 城下まち金沢周遊バス（プリペイド機能のみ）と北鉄加賀バスでサービス開始予定[10][11]。

## 他社ICカードとの関係など
2015年3月14日、西日本JRバス金沢エリアの一般路線においてICカード「PiTaPa」（ポストペイ対応）が導入された。同日に実現した北陸新幹線の金沢駅への延伸開業に伴う利便性向上を目的としており、北陸で初めて交通系ICカード全国相互利用サービスに対応した。続いて2015年3月26日よりあいの風とやま鉄道の一部（「富山エリア」）で利用を開始し、2017年4月15日にはJR西日本・IRいしかわ鉄道・あいの風とやま鉄道の3社に跨った「石川・富山エリア」に利用範囲が拡大された（交通系ICカード全国相互利用サービス対応）。
北陸鉄道では2018年2月23日から順次、一部の出札所・券売機にmanaca電子マネー端末を導入し、バス乗車券の事前購入のみ全国相互利用サービス対応の交通系ICカードが利用できるようになった。ICaは引き続き車内精算のみで乗車券購入はできない。
- manaca電子マネー利用可能場所及び購入可能な乗車券
  - 北陸鉄道チケットセンター内自動券売機（小松空港リムジンバス乗車券）[21]
  - 小松空港バス乗り場前自動券売機（バス乗車券）[21]
  - 金沢駅東口バスターミナル北鉄グループ案内所（金沢市内1日フリー乗車券）[22]

さらに2022年10月17日からは、従来ICaも含めてICカードが導入されていなかった城下まち金沢周遊バスと金沢ライトアップバスにおいてmanacaが利用可能になった（交通系ICカード全国相互利用サービス対応）。
しかしながら2022年に至るまで、ICaと全国交通系ICカードの相互利用は実現していない。そのため、ICaを西日本JRバスなどで利用することはできず、またICOCAなどの全国交通系ICカードをICaエリアで使用することはできない。
名鉄グループの傘下事業者のうち、名古屋鉄道が導入するmanacaや全国相互利用サービスに対応せず他のICカードを導入している例は、北陸鉄道の他に岐阜乗合自動車（2006年にayucaを導入）が存在し、いずれも2011年のmanacaサービス開始より早く導入している。なお、名鉄グループの一社でicscaを導入している宮城交通は2016年3月26日にSuica仙台エリアとの相互利用を開始し、manacaを含めた交通系ICカードの片利用にも対応した。
また、2015年7月に国土交通省は、ICaを含む地域独自カードエリアにおいてmanacaを含む全国交通系ICカードに対応する「片利用共通接続システム」の開発、支援を行うことを検討していると発表し、2017年3月にはその方向性について公表した。なお片利用自体については、新潟交通のりゅーとエリアなどで既に実現している。
一方北陸鉄道では、stera transitを利用したクレジットカードのコンタクトレス決済を2024年3月以降順次、県内全域の北陸鉄道グループバス・鉄道線に導入する計画を2023年8月に発表した。コンタクトレス決済を導入して以降も、ICaは利用範囲を拡大した上で引き続き使用する。